# 1157 Arabia
1157 Arabia este un asteroid din centura principală, descoperit pe 31 august 1929, de Karl Reinmuth.